# Курівка
Курі́вка — село в Україні, у Сатанівській селищній територіальній громаді Хмельницького району Хмельницької області. Населення становить 316 осіб. Герб є промовистим.

## Населення

### Мова
Розподіл населення за рідною мовою за даними :
| Мова       | Кількість | Відсоток |
| ---------- | --------- | -------- |
| українська | 314       | 99.36%   |
| російська  | 1         | 0.32%    |
| білоруська | 1         | 0.32%    |
| Усього     | 316       | 100%     |

## Символіка
Герб та прапор затверджені 22 грудня 2017р. рішенням №14 XIV сесії сільської ради VII скликання. Автор - П.Б.Войталюк.
В лазуровому щиті срібна курка з золотими лапами і червоним гребенем, супроводжувана в лівому верхньому кутку золотим шістнадцятипроменевим сонцем. В червоній базі срібні нитяні гамаїди. Щит вписаний у декоративний картуш і увінчаний золотою сільською короною. Унизу картуша напис "КУРІВКА".
Курка – символ назви села, гамаїди – частина герба Ярошинських, колишніх власників села.

## Постаті
- Лукашук Андрій Степанович (1986—2014) — солдат Збройних сил України, учасник російсько-української війни 2014—2017.